# Klavírní koncert č. 2 (Rachmaninov)

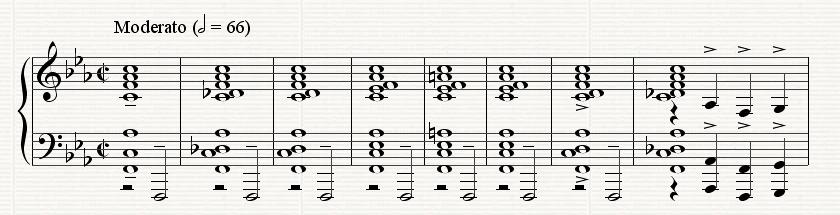
Prvních osm akordů koncertu

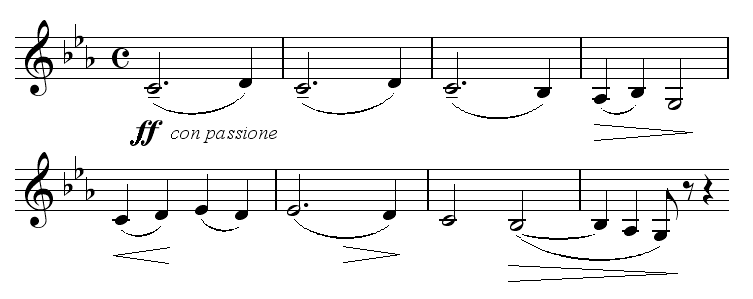
První téma (od 11. taktu)

Klavírní koncert č. 2 c moll, op. 18 (zkratka Rach 2) je klavírní koncert ruského hudebního skladatele a klavírního virtuóza Sergeje Rachmaninova z let 1900–1901, nejoblíbenější z jeho čtyř klavírních koncertů.

## Historie vzniku
V roce 1897 měla v Petrohradě premiéru Rachmaninovova 1. symfonie op. 13. Dopadla neúspěšně, mj. i proto, že dirigent a skladatel Alexandr Glazunov, profesor tamní konzervatoře, ten den opět neodolal své velké vášni – vodce. Kritika pak dílo mladého skladatele jednoznačně odmítla. Tato událost uvrhla Rachmaninova na dlouhý čas do psychické a s tím spojené i tvůrčí krize. Spřátelené rodině Satinových se podařilo skladatele přimět, aby se svěřil moskevskému neurologovi Nikolaji Dahlovi (1860–1939), který v té době slavil úspěchy s novými metodami, mj. s hypnózou. Terapie probíhala od ledna do dubna 1900. Dahl dokázal skladateli opět vrátit sebevědomí a přiměl ho k další tvůrčí činnosti. Už na podzim 1900 měl Rachmaninov dokončené obě závěrečné věty koncertu. V této neúplné podobě ho ještě téhož roku v Moskvě provedl dirigent Alexander Siloti. Kritika byla tentokrát velmi příznivá. Brzy se skladateli podařilo zkomponovat zbývající první větu. Premiéra kompletního provedení koncertu s týmž dirigentem proběhla 27. října (juliánského kalendáře) 1901; sólistou byl samotný Rachmaninov.

## Popis skladby
Koncert má tři věty: Moderato, Adagio sostenuto a Allegro scherzando. Úvodní akordová sekvence basových not klavíru připomíná vyzvánění zvonů, které se stupňuje od piana do fortissima. Pak klavír ustupuje do pozadí a jen doprovází orchestr, přednášející hlavní téma. I v dalších pasážích vlastně téměř nikdy klavír nehraje samotný, „nesoutěží“ s orchestrem, vystupuje vždy jako první mezi ostatními nástroji, jako primus inter pares. Rachmaninov zde rezignoval na virtuózní pasáže, které lze najít v jeho klavírním koncertu č. 1. To ovšem neznamená, že by druhý koncert představoval pro klavíristu snadnou záležitost, naopak. Kromě toho je zde mimořádně náročná souhra sólisty s orchestrem.
Podstatou koncertu je písňově-melodický princip, který místy připomíná staroruský chorál. Oproti prvnímu klavírnímu koncertu i první symfonii je zde Rachmaninovova práce s tématy a motivy daleko lépe organizovaná. Vše do sebe zapadá a působí homogenním dojmem. Od Čajkovského koncertů – houslového a klavírního – nebyli posluchači konfrontováni v oblasti melodiky s tak silnými emočními zážitky. I to je důvod, proč koncert č. 2 patří k nejoblíbenějším Rachmaninovovým skladbám. K oblibě přispěla i jeho interpretace v komedii Billy Wildera Slaměný vdovec s Marilyn Monroe.

## Nahrávky (výběr)
- Sergej Rachmaninov, Philadelphia Orchestra, dirigent Leopold Stokowski, Naxos 8.110601, 1929.
- Svjatoslav Richter, Warsaw Philharmonic Orchestra, dirigent Stanislav Wislocki, Deutsche Gramophon 447 8584, 1959.
- John Ogdon, Philharmonia Orchestra, dirigent John Pritchard, EMI 392 7472, 1962.
- Leif Ove Andsnes, Berlínští filharmonikové, dirigent Antonio Pappano, EMI Classics, Nr. 7243 4 74813 2 1, 2005.
- Daniil Trifonov, Philadelphia Orchestra, dirigent Yannick Nézet-Séguin. Deutsche Gramophon 028948 35335 4, 2018.